# Voiceover

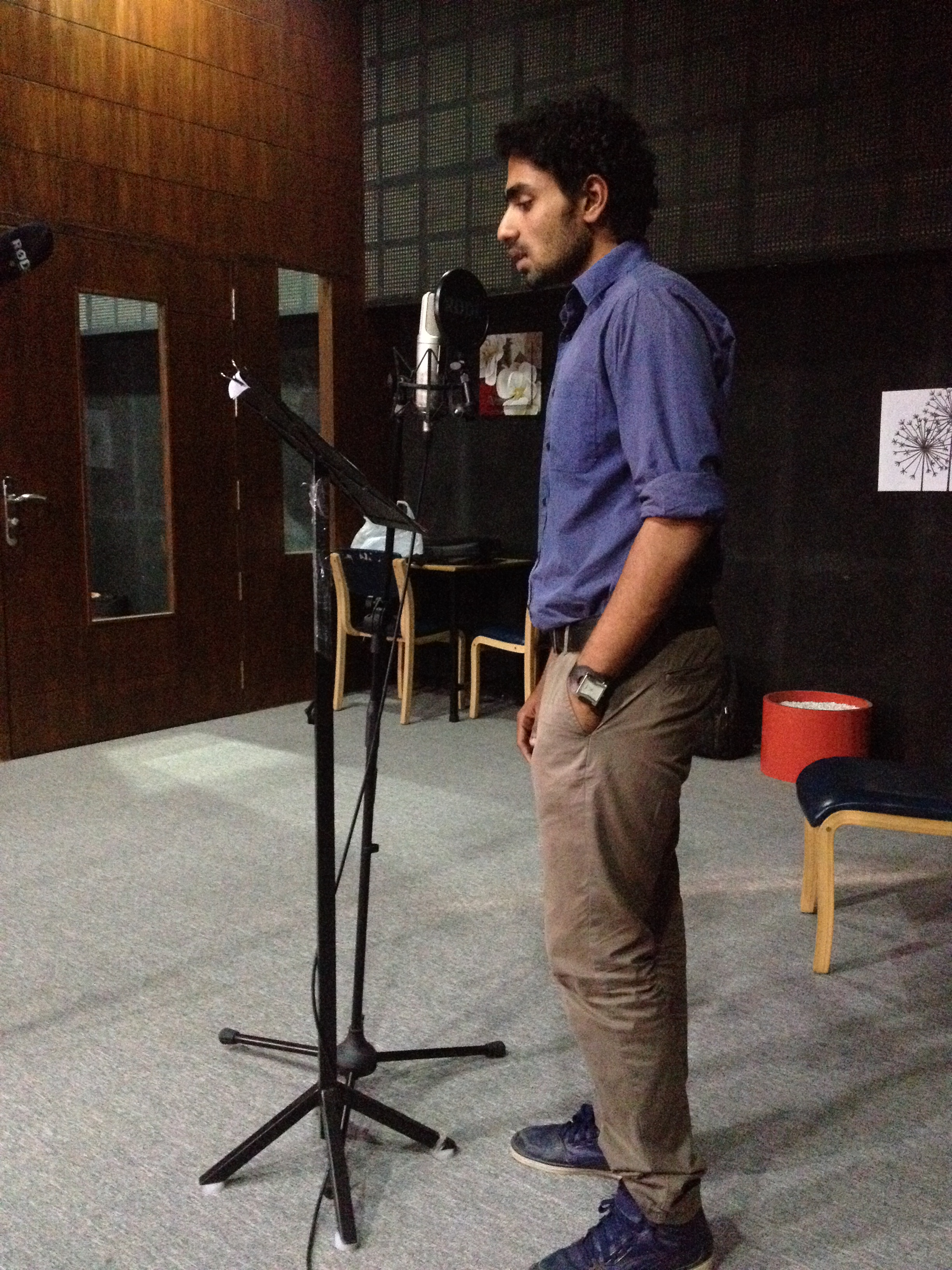
Nahrávání voicoveru pro hindskou Wikipedii

Voiceover, nebo také voice-over, čteno [vojsouvr], je anglický termín z oblasti filmové a televizní tvorby, který označuje mluvené slovo pronášené hlasem, jehož nositel není přítomen v obraze. Případný původní zvuk scény je přitom utlumen nebo odstraněn. Text pronášený pod obraz (nebo mimo obraz) nejčastěji vysvětluje dění v obraze, a to zejména u dokumentárních, instruktážních filmů či reklam. V hraných filmech ze 40.–60. let 20. století představoval voiceover oblíbený způsob vyjádření „vnitřního hlasu“ hrdinů.
Také se může jednat o označení člověka, který se specializuje na čtení textů, aniž by přitom byl vidět. Taková osoba se také označuje jako spíkr (pokud umí dobře staticky předčítat dokumenty), hlasatel, voice talent (správnější označení, ovšem spíše v případě, kdy aspiruje na dramatičtější herecké výkony, je postsynchron či dabing). Často jsou tváře těchto lidí pro publikum neznámé, na rozdíl od jejich hlasů – i když mnozí rovněž působí jako běžní, mnohdy téměř neznámí herci, redaktoři nebo moderátoři. Často se typově zařadí pro jistý typ práce a jejich účinkování v jiném žánru může diváka zmást či pobavit (např. Richard Honzovič se specializoval na seriózní přírodopisné, politické či technické dokumenty a jeho hlášení fiktivních zpráv v satirickém pořadu Česká soda umocňovalo humorný prvek). Barva hlasu některých z nich je natolik pružná, že si divák ani neuvědomí, že týž hlas, který komentoval soutěžní pořad, v jiném případě doprovází reklamu na pivo (Vladimír Čech) nebo čte komentář k přírodopisnému snímku. Mnozí lidé s touto „pružností“ často působí v dabingu, kde namlouvají více postav.
I když se předčítaným textům říká komentáře mimo obraz / pod obraz, „voice talent“ není komentátor (to je autor komentáře nebo odborník, který dokáže snímané dění doprovodit komentářem spatra, například při přenosu sportovního utkání, přičemž v takovém případě není kladen důraz na libozvučnost projevu).
V některých zemích, např. v Polsku (včetně DVD nosičů) je voiceover jakožto rychlodabing využíván v daleko širší míře také jako náhrada za zde nepříliš často používaný dabing cizojazyčných filmů – voiceover (často jediný herec) zde zaznívá současně s originálním zvukem nebo několik sekund po něm.

## České osobnosti voiceoveru
- Richard Honzovič
- Pavel Maloušek (bývalý moderátor rádia Kiss Hády, Hitrádia Magic Brno, v současnosti[kdy?] pracuje jako realitní makléř a zároveň natáčí bezpočet reklamních spotů a také zajišťuje naraci v dokumentárních seriálech)
- Martin Polách (herec, výrazný hlas v reklamách např. Vodka Amundsen, Frekvence 1, Kečup Heinz, Stodal, Zlaté...)
- Vladimír Fišer (bývalý hlasatel Československého rozhlasu, komentáře k dokumentárním filmům, bývalý hlas tramvají Dopravního podniku hl. města Prahy, časté účinkování v epizodních dabingových rolích, významněji Kent Brockman, John Cleese z Hotýlku či Dr. Donald "Ducky" Mallard z NCIS)
- Zbyšek Horák (bývalý hlasatel Československého rozhlasu, redaktor a moderátor České televize, TV Nova, dabing, komentáře k dokumentárním filmům)
- Daniela Bartáková (seriózní hlas dabingu, teleshoppingu)
- Renata Volfová (alt komentářů mimo obraz, příležitostné role v dabingu)
- Jiří Klem (herec, často ohlašuje mimo obraz denní program TV Nova)
- Světlana Lavičková (bývalá hlasatelka, dnes redaktorka Českého rozhlasu, pořadu „Reportérům vstup povolen“, hlas trasy A pražského metra)
- Eva Jurinová (exmoderátorka TV Nova, bývalá tisková mluvčí Fakultní nemocnice Motol, hlas trasy B pražského metra)
- Tomáš Černý (hlasatel a redaktor Českého rozhlasu, také pořadu „Reportérům vstup povolen“, hlas trasy C pražského metra)
- Dagmar Hazdrová (hlas tramvají a autobusů v Praze ale také dalších krajských městech např. v Hradci Králové nebo v Ústí nad Labem)
- Rudolf Pellar (herec, překladatel, zpěvák, moderátor, šansoniér, komentář k pořadu Přírodní skvosty Evropy)
- Aleš Cibulka (moderátor České televize a rozhlasu)
- Pavel Soukup (herec, časté účinkování v dabingu, reklamách a rozhlase, hlas Českých aerolinií, pojišťovny Kooperativa a zvukové grafiky Českého rozhlasu 2 Praha)
- Vladimír Čech (herec, časté účinkování v dabingu (kocour Garfield), reklamách, hlas pivovaru Krušovice)
- Jiří Hrubec (hlasatel zpráv Českého rozhlasu)
- Jiří Petrovič (hlasatel Českého rozhlasu a České televize, hlas zvukové grafiky Českého rozhlasu 1 Radiožurnálu do roku 2008)
- Miroslav Moravec (herec, časté účinkování v dabingu a v reklamách)
- Otakar Brousek starší (herec, časté čtení komentářů k dokumentárním filmům)
- Vladimír "Zagroš" Kudla (herec, časté účinkování v dabingu i při čtení komentářů k dokumentárním filmům)
- Zdeněk Mahdal (herec, časté účinkování v dabingu i při čtení komentářů k dokumentárním filmům)
- Zdeněk Junák (herec, časté účinkování v dabingu i při čtení komentářů k dokumentárním filmům, dabing teleshoppingů – Horst Fuchs)
- Daniel Rous (herec, časté účinkování v dabingu, v reklamách i při čtení komentářů k dokumentárním filmům)
- Stanislav Šárský (herec, čtení komentářů k dokumentárním filmům)
- Václav Knop (herec, časté účinkování v dabingu i při čtení komentářů k dokumentárním filmům, hlas hlasového informačního systému HIS voice společnosti Mikrovox, na některých nádražích ČD (např. Brno hl. n.). Daboval např. postavu Frank Burns ze seriálu M*A*S*H)
- Miroslav Saic st. (také jako „Slavomír Králík“) (herec, časté účinkování v dabingu v letech 1994–2000, dabingový režisér)
- Alfréd Strejček (herec, čtení komentářů k dokumentárním filmům)
- Alexej Pyško (herec, účinkování v dabingu, v reklamách, často ohlašuje mimo obraz denní program České televize, dabér Bruce Willise)
- Bohumil Švarc (herec, rozhlasový hlasatel, účinkování v dabingu)
- Bohumil Švarc ml. (účinkování v dabingu, např. nadaboval postavu Brendan Lambert z Kroku za krokem či Mark Taylor z Kutila Tima)
- Dalimil Klapka (herec a pedagog pražské konzervatoře, časté účinkování v dabingu, nejčastější dabér Petera Falka a Děda Simpson)
- František Němec (herec, časté účinkování v dabingu a reklamách)
- Alois Švehlík (herec, časté účinkování v dabingu a reklamách, v 90. letech hlas mobilního operátora Eurotel)
- Ilona Svobodová (herečka, časté účinkování v dabingu a reklamách)
- Jakub Saic (herec, časté účinkování v dabingu a reklamách)
- Jan Šťastný (herec, časté účinkování v dabingu)
- Jiří Plachý mladší (herec)
- Jiří Ptáčník (dříve hlasatel České televize, dnes hlasatel Českého rozhlasu 2 Praha, příležitostný dabér, čtení komentářů mimo obraz)
- Martin Sobotka
- Martin Velda
- Michal Pavlata (herec, účinkování v dabingu, čtení komentářů)
- Michal Michálek (herec, hlas mobilního operátora Oskar/Vodafone)
- Pavel Rímský (herec, účinkování v dabingu, reklamách, čtení komentářů, zřídka hlášení denního programu českých televizí)
- Pavel Pípal (herec, účinkování v dabingu, ohlašoval mimo obraz denní program TV Nova)
- Stanislava Jachnická (herečka, účinkování v dabingu, reklamách, čtení komentářů, zřídka hlášení denního programu českých televizí)
- Jana Páleníčková (herečka, svůj charakteristický soprán užívala zejména v polovině 90. let 20. století na energické mladé dámy)
- Alesh Durka „Titulky“ v Rádiu Helax
- Mahulena Bočanová (hlas zvukové grafiky Českého rozhlasu 1 Radiožurnálu od roku 2008)
- Miroslav Etzler (hlas zvukové grafiky Českého rozhlasu 1 Radiožurnálu od roku 2008)
- Filip Švarc (často obsazovaný dabér, zpravidla v rolích mladších hrdinů)
- Hanka Shánělová (redaktorka, hlášení ve vlacích Pendolino)
- Jiří Dvořák (hlas mimo obraz ke grafice České televize cca od roku 2007, voice over filmového ocenění Český lev)
- Pavel Ryjáček (redaktor ČRo, dabér kapitána letadla ve filmu ČSA Bezpečnostní pokyny pro cestující)
- Martin Stránský
- Radek Starý (dabing pro herní pořad Re-play)